# Stenoplatys vadoni
Stenoplatys vadoni es una especie de insecto coleóptero de la familia Chrysomelidae.
Fue descrita científicamente en 1970 por Berti.